# 남대서양 변칙

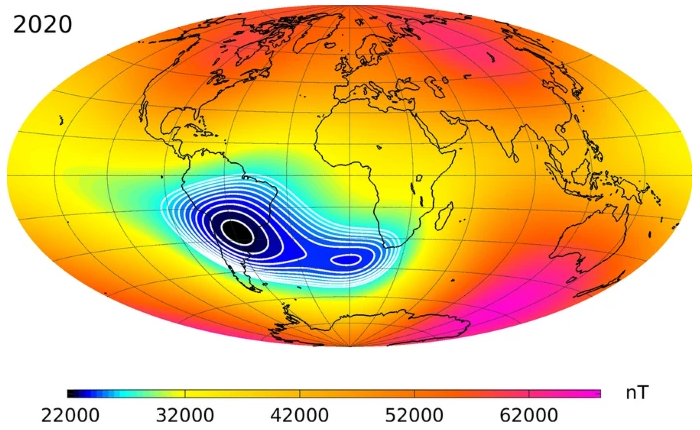
2020년 기준 지구 자기장의 세기

남대서양 변칙(South Atlantic Anomaly, SAA)은 내부 밴 앨런대가 약 200 km까지 지구 표면에 가장 가깝게 접근하는 지역으로, 이 지역에서는 입자의 선속이 증가해 국제우주정거장 등 인공위성에 가해지는 이온화 방사선이 통상치보다 증가한다.
남대서양 변칙은 지구의 자기 쌍극자와 지구 자체가 동심원을 이루지 않기 때문에 발생하며, 세기는 갈수록 증가하고 있다. 남대서양 변칙이 일어나는 지역은 지자기의 세기가 가장 약해지는 지역과 같다.

## 정의
남대서양 변칙은 해수면에서의 지자기의 세기가 32,000 나노테슬라 이하인 곳으로 정의되는데, 이는 전리층 고도에서의 쌍극자 자기장과 같다. 하지만 변칙이 발생하는 지역은 기울기를 가진 형태로 강도가 변화한다.:Figure 1

## 위치 및 모양

밴 앨런대의 단면으로, 남대서양 변칙의 위치도 표시되어 있다.

지구의 자기축은 자전축에 대해 약 11°만큼 기울어져 있으며, 밴 앨런대는 자기축에 대칭이다. 자기축과 자전축의 교차점은 지구의 중심이 아닌, 중심에서 450 ~ 500 km 떨어진 곳에 위치하는데, 이로 인해 내부 밴 앨런대는 남대서양 상공에서 지구 표면에 제일 가까워지며, 북태평양에서 제일 멀어지고, 남대서양 상공에서는 고도 200 km까지 가까워진다.
만약 지구의 자기장을 작은 막대 자석으로 볼 경우, 남대서양 변칙은 자석을 적도에서 약간 북쪽, 정확히는 싱가포르 인근에 놓는 것과 같게 된다. 싱가포르의 대척점인 남아메리카 북부와 남대서양에서의 자기장 세기는 감소하여, 해당 지역에 갇힌 입자의 자기 반발력이 약해져, 대기에 더 가깝게 접근하게 된다.
남대서양 변칙의 모양은 시간이 지남에 따라 바뀌고 있다. 1958년 처음 발견된 이래 남쪽 경계선은 대체로 일정하게 유지되었으나, 북서쪽, 북쪽, 북동쪽, 동쪽에서는 경계가 서서히 확장되었다. 여기에 남대서양 변칙의 모양과 입자 밀도는 하루를 주기로 변화하며, 해당 지역의 정오에 입자 밀도가 가장 커진다. 고도 500 km 지역에서는 남대서양 변칙이 위도 −50° ~ 0°, 경도 −90° ~ +40° 범위까지 확장된다. 남대서양 변칙에서 입자 밀도가 가장 큰 지역은 1년에 0.3° 정도 서쪽으로 이동하며, 이는 지구의 핵이 표면과 차등 자전하며 생기는 차이(1년에 0.3° ~ 0.5°)와 대략 같다.
최근 연구에서는 남대서양 변칙의 크기가 커지는 이유가 지자기가 약해지고 있는 현상과 관련이 있다고 본다. 지구 자기장이 약해지면 내부 밴 앨런대가 지구에 가까워지므로, 이에 대응하는 남대서양 변칙의 면적이 증가하는 것으로 관측된다는 것이다.
남대서양 변칙은 흔히 슈퍼플룸이라고 부르는, 지구 내부의 고밀도 암석 덩어리에 의해 형성되는 것으로 추정하고 있다.

## 세기 및 영향

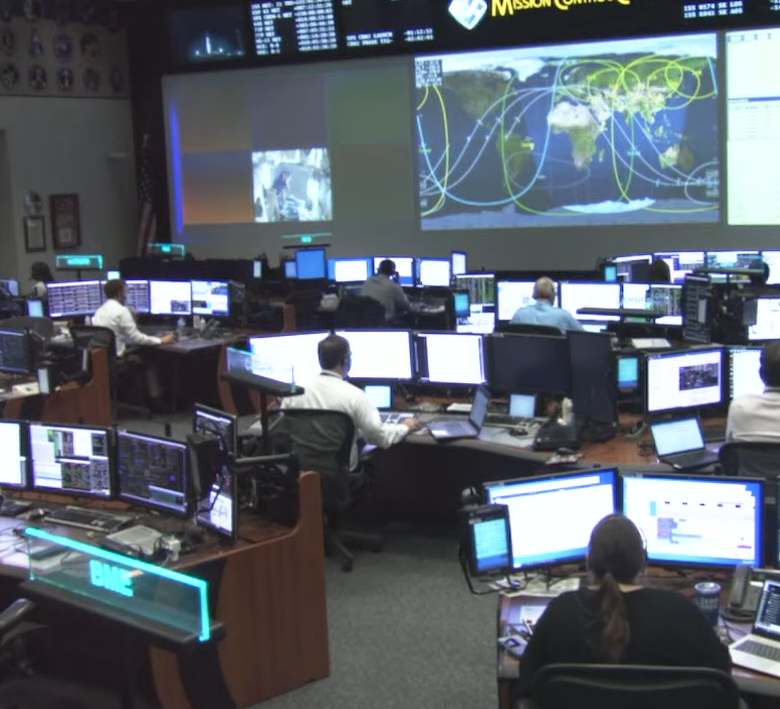
휴스턴에 있는 NASA 관제소의 중앙 화면에는 남대서양 변칙의 위치가 표시되어 있다.

수백 킬로미터 상공에서 지구 궤도를 도는 여러 인공위성은 남대서양 변칙을 주기적으로 통과하기 때문에, 고에너지 입자를 몇 분 간 받게끔 한다.
우주왕복선 임무 STS-94에서는 하전 입자의 흡수율이 112 μGy/일에서 175 μGy/일로 증가한다는 사실을 알아냈으며, 이를 등가선량으로 나타내면 264.3 μSv/일에서 413 μSv/일로 증가한 것과 같다.
궤도 경사 51.6°의 궤도를 도는 국제우주정거장은 북대서양 변칙에서는 추가적인 차폐막이 필요하며, 허블 우주망원경은 남대서양 변칙 상공에서는 관측을 실시하지 않는다. 스카이랩에서는 남대서양 변칙을 통과하던 중 태양 플레어 경보가 잘못 작동하기도 하였다. 우주 비행사도 눈에 '별똥별'이 보이는 듯한 안내섬광 현상을 겪는다. 2007년 글로벌스타 위성망의 고장 원인은 위성이 남대서양 변칙을 통과하였기 때문으로 추정하고 있다.
PAMELA 감지기는 남대서양 변칙 상공에서 예측치의 수백 배에 달하는 반양성자를 검출했는데, 이를 통해 밴 앨런대에는 지구의 상부 대기와 우주선이 반응하여 생긴 반물질이 갇힌다는 사실이 밝혀졌다.
미국 항공우주국은 우주왕복선이 남대서양 변칙을 지나던 중 노트북 여럿이 고장을 일으켰다고 발표하였다.
2012년 10월, 스페이스X CRS-1 우주선은 국제우주정거장에 도착한 후 남대서양 변칙을 통과할 때 통신 문제를 겪었다.
남대서양 변칙은 일본의 엑스선 망원경인 히토미 위성의 고장을 일으킨 근본적인 원인이라고 받아들여지고 있다. 남대서양 변칙으로 인해 자세 제어 장비가 잠시 꺼졌는데, 이로 인해 위성이 고장난 자이로스코프로만 자세 제어를 하던 중, 통제할 수 없을 정도로 회전해, 태양판이 뜯겨 나갔다는 것이다.

## 같이 보기
- 지구자기역전
- 지자기 폭풍
- 우주 기후